# PGC 12687
LEDA/PGC 12687 (auch NGC 1316B) ist eine Spiralgalaxie vom Hubble-Typ Sab im Sternbild Fornax am Südsternhimmel. Sie ist schätzungsweise 871 Millionen Lichtjahre von der Milchstraße entfernt und hat einen Durchmesser von etwa 100.000 Lichtjahren. Unter der Katalognummer FCCB 192 zählt sie zu den Hintergrundgalaxien des Fornax-Galaxienhaufens. Gemeinsam mit PGC 12686 und PGC 95472 bildet sie ein optisches Galaxientrio.

Im selben Himmelsareal befinden sich u. a. die Galaxien NGC 1316, NGC 1317, NGC 1318, NGC 1326.